# Yznaga (Texas)
Yznaga es un lugar designado por el censo ubicado en el condado de Cameron en el estado estadounidense de Texas. En el Censo de 2010 tenía una población de 91 habitantes y una densidad poblacional de 6,43 personas por km².

## Geografía
Yznaga se encuentra ubicado en las coordenadas 26°19′43″N 97°48′54″O / 26.32861, -97.81500. Según la Oficina del Censo de los Estados Unidos, Yznaga tiene una superficie total de 14.15 km², de la cual 14.11 km² corresponden a tierra firme y (0.29%) 0.04 km² es agua.

## Demografía
Según el censo de 2010, había 91 personas residiendo en Yznaga. La densidad de población era de 6,43 hab./km². De los 91 habitantes, Yznaga estaba compuesto por el 91.21% blancos, el 0% eran afroamericanos, el 0% eran amerindios, el 0% eran asiáticos, el 0% eran isleños del Pacífico, el 8.79% eran de otras razas y el 0% pertenecían a dos o más razas. Del total de la población el 95.6% eran hispanos o latinos de cualquier raza.